# Глинек (Мирна)
Глинек (словен. Glinek) је насељено место у општини Мирна, регија Југоисточна Словенија, Словенија.

## Историја
До територијалне реорганизације у Словенији био је у саставу старе општине Требње.

## Становништво
У попису становништва из 2011. године, Глинек је имао 22 становника.
| Број становника према пописима | Број становника према пописима | Број становника према пописима |
| ------------------------------ | ------------------------------ | ------------------------------ |
| 1991                           | 2002                           | 2011                           |
| 33                             | 24                             | 22                             |